# Weekend z Historią na Trakcie Królewsko-Cesarskim w Poznaniu
Weekend z Historią na Trakcie Królewsko-Cesarskim w Poznaniu – impreza cykliczna, organizowana w Poznaniu, której celem jest pogłębienie świadomości historycznej mieszkańców, upowszechnienie historii Poznania a także ukazanie miejsc ważnych dla historii nie tylko miasta, ale całego narodu. Zwyczajowo na program weekendu składają się: wykłady, koncerty, wystawy okolicznościowe, inscenizacje historyczne, akcje plastyczne dla dzieci oraz wycieczki z przewodnikiem.  Głównym organizatorem i koordynatorem przedsięwzięcia jest Centrum Turystyki Kulturowej TRAKT.

## Historia

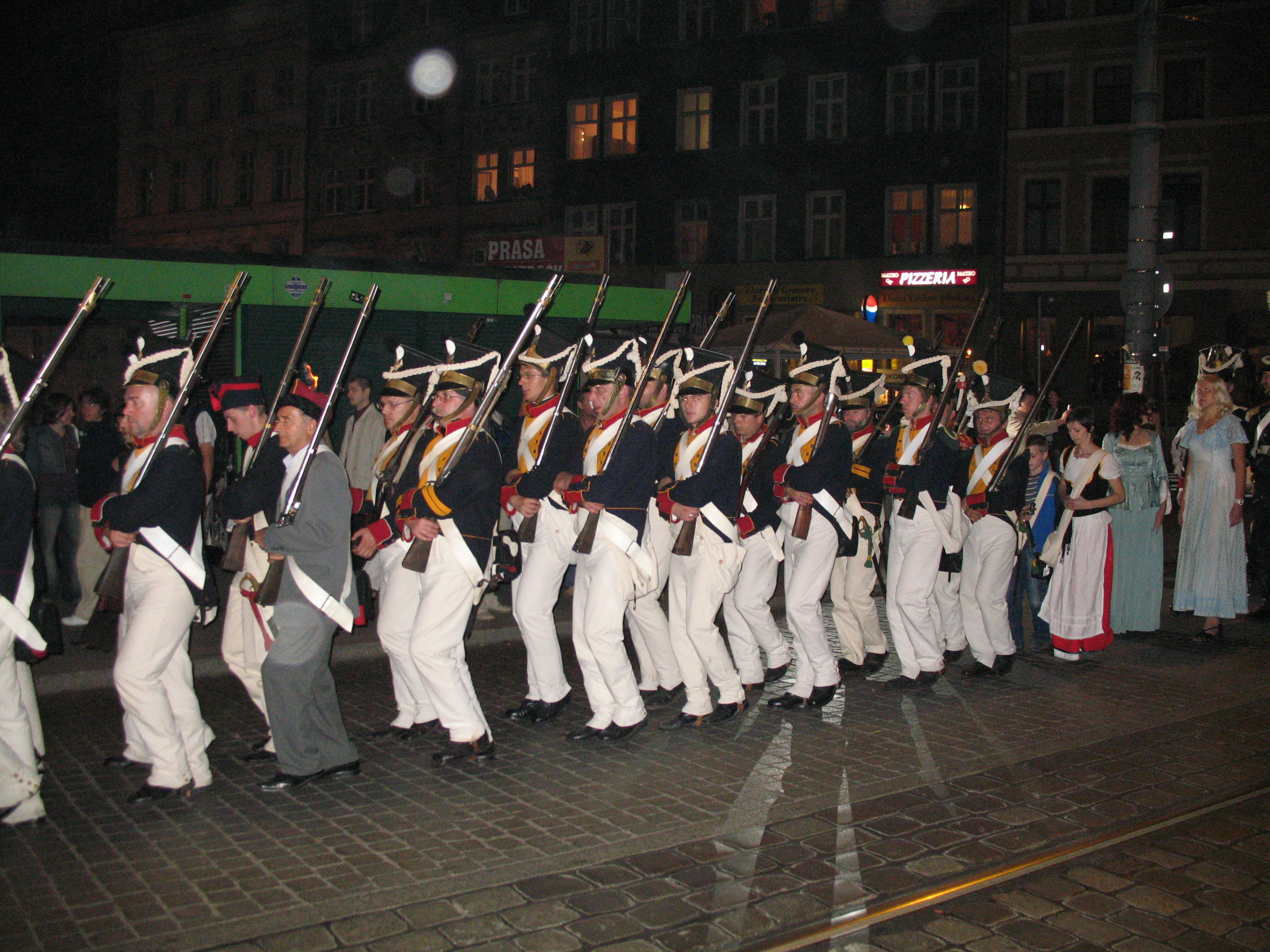
Weekend z Napoleonem

### I Weekend z Historią naTrakcie Królewsko – Cesarskim: Weekend zNapoleonem.
Odbywał się 29 września – 1 października 2006 roku. Impreza odbyła się z okazji 200. rocznicy wizyty Napoleona Bonaparte w Poznaniu i była połączona z obchodami XIV Europejskich Dni Dziedzictwa  w Wielkopolsce. Honorowym patronem imprezy była Ambasada Francji. W ramach weekendu z Napoleonem odbyły się m.in. wykłady historyczne, pokazy grup rekonstrukcji historycznych, ekspozycje pamiątek związanych z Napoleonem, bal kostiumowy, a także widowisko plenerowe.

### DniOstrowa TumskiegoiŚródki.

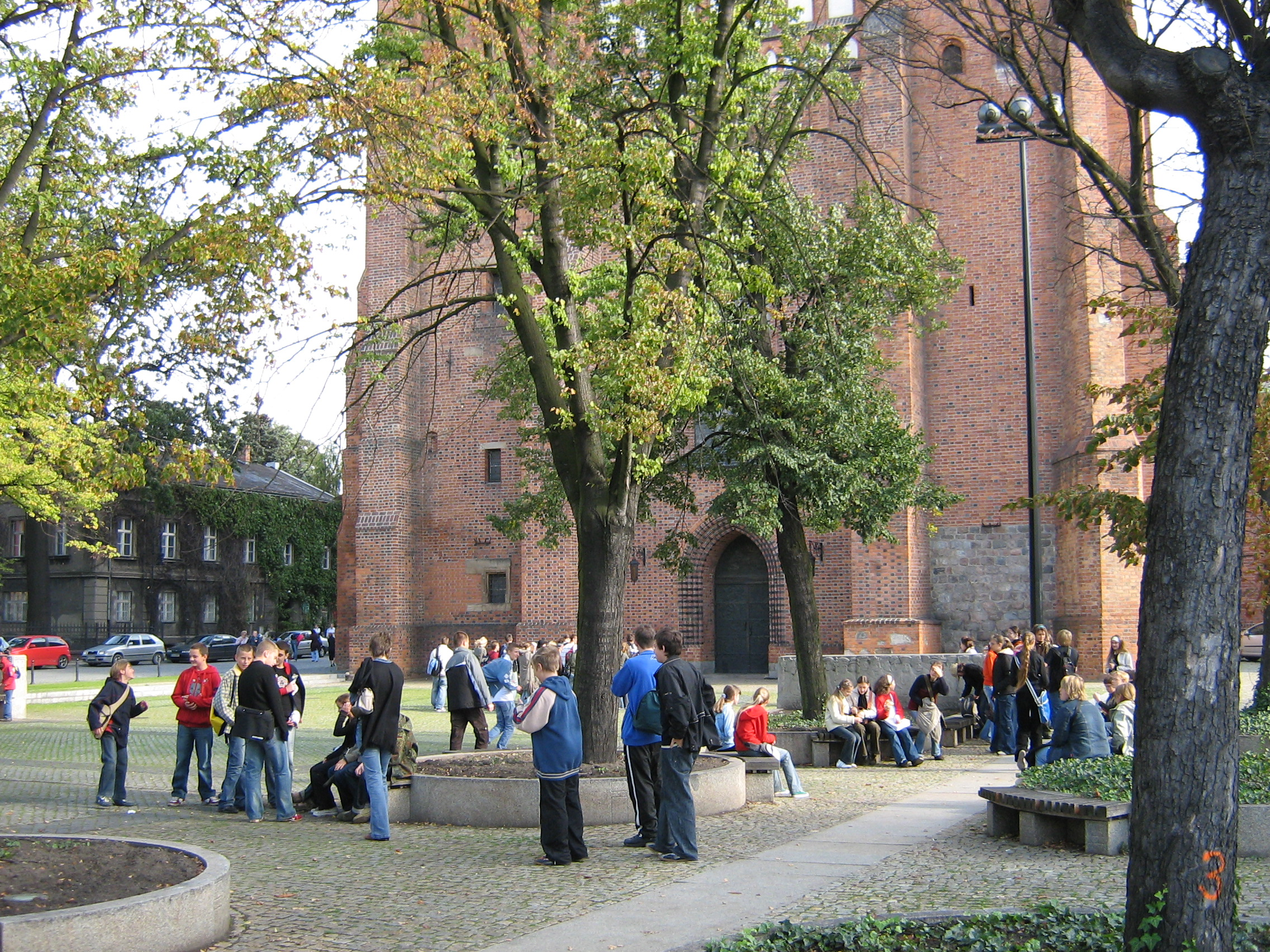
Dni Ostrowa Tumskiego i Śródki

Odbywał się 5 – 7 października 2006 roku. Wydarzenie objęte  zostało patronatem honorowym Ministra Kultury i Dziedzictwa Narodowego. Celem imprezy było pogłębienie świadomości historycznej i popularyzowanie wiedzy na temat początków państwowości polskiej oraz narodzinKościoła na ziemiach polskich, a także edukacja patriotyczna dzieci i młodzieży. Dni Ostrowa Tumskiego i Śródki zainaugurowała konferencja popularnonaukowa pod hasłem "Tu się Polska zaczęła...”. W zamkniętym na co dzień kościele Najświętszej Marii Panny zobaczyć można było prezentowaną po raz pierwszy makietę grodu piastowskiego na Ostrowie Tumskim. W tzw. kaplicy Szołdrskich w katedrze na Ostrowie Tumskim można było obejrzeć wystawę „Ostrów Tumski w świetle badań archeologicznych”.

### II Weekend z Historią na Trakcie – Królewsko Cesarskim: Dni Grodu Przemysła.

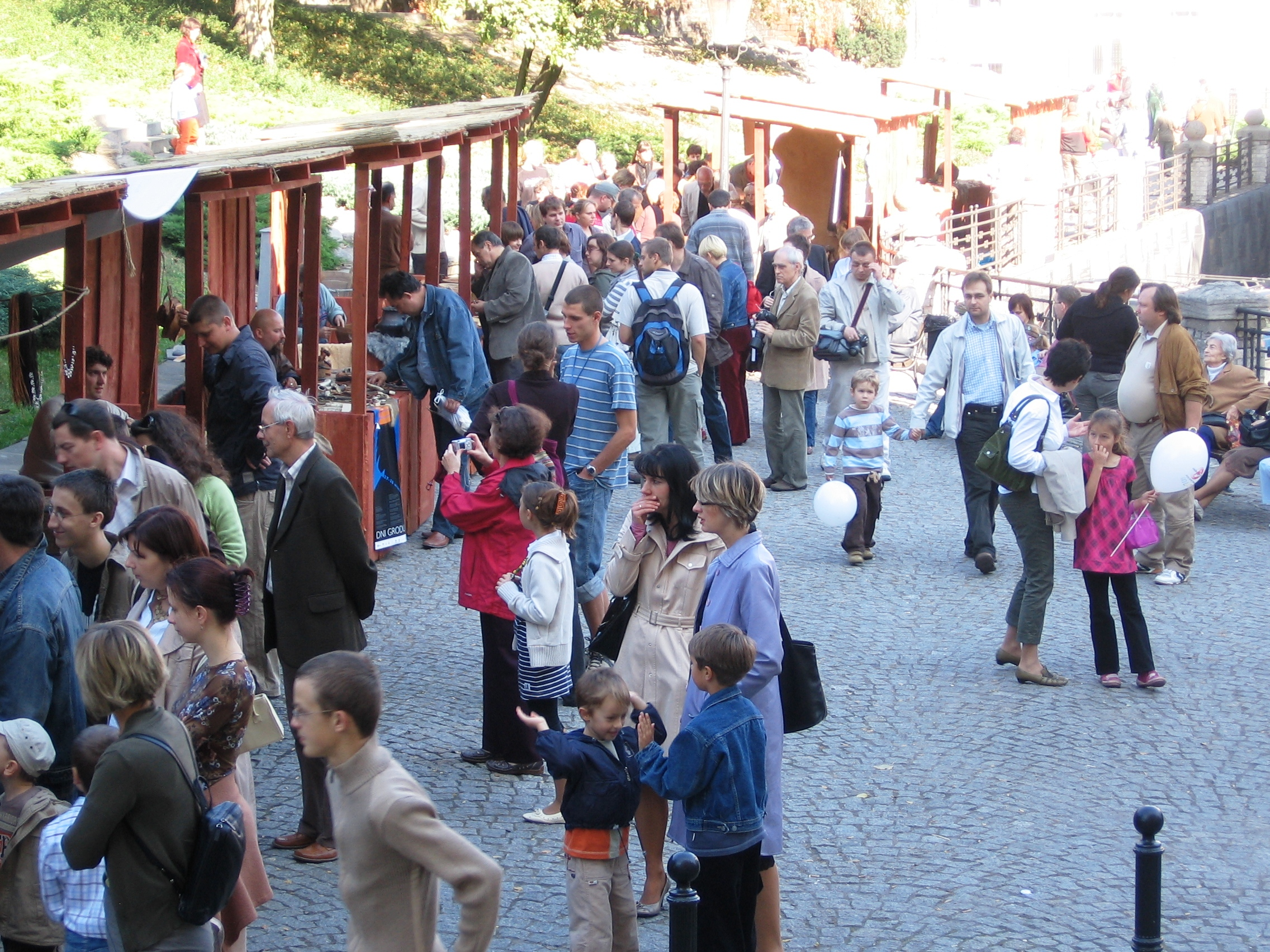
Dni Grodu Przemysła

Odbywał się 27 – 30 września 2007 roku. Przedsięwzięcie objęte zostało patronatem honorowym Ministra Kultury i Dziedzictwa Narodowego. Impreza miała upamiętnić przypadającą w 2007 roku podwójną rocznicę 750. śmierci Przemysła I i urodzin Przemysła II. Tematyka imprezy skupiła się wokół obydwu Przemysłów oraz czasów ich panowania, oddając charakter epoki średniowiecza i przypominając  zdarzenia historyczne.

### III Weekend z Historią na Trakcie Królewsko Cesarskim: JakCzarnieckidoPoznania.
Odbywał się 26 – 28 września 2008 roku .Związany był z obchodami 350. rocznicy wydarzeń upamiętnionych w hymnie polskim słowami „Jak Czarniecki do Poznania”. Impreza zainaugurowana została konferencją popularnonaukową w Bibliotece Raczyńskich, w trakcie której wygłoszono prelekcje na temat czasów potopu szwedzkiego. W ramach obchodów zrealizowany został także festyn na terenie Centrum Szkolenia Wojsk Lądowych im. Stefana Czarnieckiego, podczas którego odbyły się pokazy grup rekonstrukcji historycznych, zwiedzanie Muzeum Broni Pancernej i  izby pamięci poświęconej Stefanowi Czarnieckiemu. Imprezy o charakterze artystycznym odbywały się w centrum miasta, głównie w okolicach Placu Wolności. Były to m.in. inscenizacje historyczne, koncerty, wycieczki z przewodnikiem Śladami bohaterów hymnu oraz warsztaty plastyczne dla dzieci i młodzieży. W trakcie Weekendu w Bibliotece Raczyńskich oraz Muzeum Literackim Henryka Sienkiewicza odbyły się wystawy okolicznościowe.

### IV Weekend z Historią na Trakcie – Królewsko Cesarskim: PoznajRaczyńskich.
Odbywał się 25 – 27 września 2009 roku, z okazji 180 rocznica otwarcia Biblioteki Raczyńskich. Wydarzenie zainaugurowała konferencja popularnonaukowa w Bibliotece Raczyńskich. Podczas imprezy odbyły się trzy wystawy związane z rodziną Raczyńskich i Biblioteką. Miejscem największej z nich był plac Wolności, dwie pozostałe zlokalizowane były w Muzeum LIterackim Henryka Sienkiewicza na Starym Rynku. Drugiego dnia obchodów centrum wydarzeń przeniosło się do Rogalina, rezydencji rodowej Raczyńskich. Odbywały się tam wycieczki po parku i  świeżo wyremontowanej części Pałacu, wycieczki edukacyjne dla dzieci, pokazy modeli samolotów i śmigłowców, koncerty Capelli Zamku Rydzyńskiego. Na pałacowej polanie odbyły się również skierowane dla dzieci Kwadrans Ratuszowy oraz spotkanie z Elizą Piotrowską. Zwiedzić można było Galerię Malarstwa i Rzeźby Muzeum Narodowego. Jednym z sobotnich punktów programu była gra miejska Klucz do Poznania. Ostatniego dnia odbyła się wycieczka autokarowa do Zaniemyśla i Rogalina – miejsc związanych z Raczyńskimi. W Poznaniu zorganizowano wycieczki pt. Śladami Raczyńskich, oraz "Bajeczna niedziela", podczas której bajki czytał Radosław Pazura. W niedzielę miały miejsce wydarzenia na placu Wolności – m.in. "Nic lep(s)zego nad wodę" – happening higieniczny z okazji powrotu studzienki Higiei, akcja plastyczna dla dzieci oraz Akcja edukacyjna PLUSK zorganizowana przez firmę Aquanet. Wydarzenia zakończyła specjalna edycja cyklu Verba Sacra.

### V Weekend z Historią na Trakcie – Królewsko – Cesarskim: OdkryjDzielnicę Zamkową.
Odbywał się 24-26 września 2010. Impreza poświęcona została 100. rocznicy budowy Dzielnicy Zamkowej.  Celem realizacji programu obchodów było zwrócenie uwagi na fakt, że dzisiaj Dzielnica Zamkowa – pozbawiona pierwotnego wymiaru ideologicznego – stała się forum oświaty i kultury i stanowi jednocześnie wielowymiarową przestrzeń dla integracji europejskiej. Imprezę zainaugurowała konferencja popularnonaukowa. Na ulicy Św. Marcin zlokalizowano wystawę plenerową pt. „Odkrycie Stulecia – Dzielnica Zamkowa 1910-2010”. Odbył się również koncert sekstetu wokalnego Affabre Concinui. W ramach kolejnego dnia, pod hasłem Sobota na Uniwersytecie, zorganizowano wycieczki po uniwersytecie oraz prezentację dla dzieci, na temat Enigmy. W sobotnim programie znalazły się również: gra miejska Powrót do przeszłości oraz koncert Capelli Zamku Rydzyńskiego pt. Z muzyką przez sto lat. Odbyły się również wycieczki z przewodnikiem po wnętrzach budynków Dzielnicy Zamkowej – udostępnione do zwiedzania były: Teatr Wielki im. Stanisława Moniuszki w Poznaniu, Collegium Maius w Poznaniu, Zabytkowy gmach Uniwersytetu Ekonomicznego, Aula Nova Akademii Muzycznej oraz dawny Zamek Cesarski. W obydwa weekendowe dni prowadzone były warsztaty plastyczne dla dzieci pt. „Mali Architekci Dzielnicy Zamkowej” oraz przedstawienia "Teatralna uczta na Zamku". Podczas Weekendu można było również bezpłatnie zwiedzić Muzeum Powstania Poznańskiego – Czerwiec 1956. Trzeciego dnia weekendu, podczas Niedzieli na Zamku odbył się cykl wydarzeń poświęconych historii oraz współczesnej roli dawnego zamku cesarskiego, wraz ze zwiedzaniem odbywającej się w tym czasie wystawy Mediations Biennale. Imprezę zakończyło plenerowe widowisko pt. „Bestiariusz Zamkowy" – multimedialny spektakl wyświetlany na elewacjach zamkowych.

### VI Weekend z Historią na Trakcie Królewsko – Cesarskim: Vivat Academia!
Odbywał się 23 – 25 września 2011 roku. Tematyką nawiązywał do świętowanego w mieście jubileuszu 400 lecia tradycji akademickich Poznania – w nawiązaniu do decyzji Zygmunta III Wazy z 1611 roku o powołaniu uniwersytetu w Poznaniu. Program trzydniowej imprezy obejmował wydarzenia o charakterze popularnonaukowym (m.in.: konferencje pt. Od Lubrańskiego do Święcickiego. Rzecz o akademickich ambicjach Poznania oraz Akademicki Poznań – współczesność i przyszłość, pokazy astronomiczne w dawnym kolegium jezuickim pt. Opowieści o gwiazdach i planetach), artystycznym (np. spektakl Z tańcem przez wieki, koncerty muzyki dawnej pt. Muzyczne dziedzictwo Poznania i Skarby bazyliki, pokaz filmów dokumentalnych o jezuitach) a także edukacyjnym (program Edu-Akcja na Trakcie, w ramach którego zaprezentowano premierowo spektakl O Królewsko – Cesarskim Trakcie w jednym akcie). Możliwe było zwiedzanie z przewodnikiem miejsc związanych z historia jezuickiej edukacji w Poznaniu: kompleksu Kolegium Jezuickiego oraz Szkoły Baletowej, a także odbycie spaceru z przewodnikiem Akademickim Traktem i wzięcie udziału w tematycznych grach miejskich. Część wydarzeń odbywała się w Muzeum Archidiecezjalnym w Poznaniu.

### VII Weekend z Historią na Trakcie Królewsko – Cesarskim: Odkryj Wyspę Skarbów.
Odbywał się 29 – 30 września 2012 roku. Impreza skupiała się na poznańskim Ostrowie Tumskim a jej tematyka dotyczyła dziedzictwa kulturowego tej części miasta. Program pierwszego dnia odbywał się pod hasłem "Dla miejskich odkrywców!", drugiego natomiast: "Dla rodzin gotowych na przygodę!". W sobotę zaoferowano możliwość zwiedzania z przewodnikiem Ostrowa Tumskiego i katedry poznańskiej oraz prelekcje połączone ze zwiedzaniem Muzeum Archidiecezjalnego oraz Rezerwatu Archeologicznego Genius Loci, na zakończenie zaprezentowany został spektakl plenerowy Teatru Usta Usta pt. "Luminaria" i akcja "Lampionaria" polegająca na wykonywaniu i wypuszczaniu latających lampionów.  Drugi dzień imprezy poświęcony został wydarzeniom dla rodzin z dziećmi: na Ostrowie Tumskim odbywały się warsztaty dla dzieci, gry terenowe, wycieczki oraz koncert flażoletowy.

### VIII Weekend z Historią na Trakcie Królewsko – Cesarskim: Mieszko + Dobrawa. Tu byliśmy.
Odbywał się 28 – 29.09. 2013 roku. Wydarzenia zlokalizowane były na obszarze Starego Rynku wraz z okolicami, oraz na Ostrowie Tumskim. Tematyka imprezy koncentrowała się na dziedzictwie średniowiecza, zwłaszcza postaciach Mieszka i Dobrawy. Turystyczny komponent programu opierał się na wycieczkach z przewodnikiem po Trakcie Królewsko – Cesarskim, zwiedzaniu okolicznych instytucji wystawienniczych, m.in.: Muzeum Historii Miasta Poznania w Ratuszu Poznańskim i Muzeum Archeologicznego i grach terenowych. Na płycie Rynku zaprezentowali się odtwórcy historyczni i przedstawiciele Muzeum Początków Państwa Polskiego w Gnieźnie i Muzeum Pierwszych Piastów na Lednicy. Odbył się koncert i warsztaty chorałowe oraz spektakl światło i dźwięk pt. Zacne zabawy Mieszka i Dobrawy. Ponadto, zorganizowano wydarzenia umożliwiające zapoznanie się z grą planszową Posnania. Budujemy miasto, warsztaty noszenia dzieci w chustach, prelekcja popularnonaukowa poświęcona kobietom w dziejach dynastii Piastów, warsztaty produkcji słodyczy.

### IX Weekend z Historią na Trakcie Królewsko – Cesarskim: Wyspa spotkań. Nowy kierunek zwiedzania.
Odbywał się 27 – 28 września 2014 roku. Główną lokalizację stanowiły tereny wokół Bramy Poznania. Wydarzenie otwierał bieg na orientację po trasie wytyczonej w okolicach poznańskiego Ostrowa Tumskiego, pod tytułem Tłum na tum. Ponadto dwudniowy program obejmował także: zwiedzanie Bramy Poznania, katedry poznańskiej oraz Ostrowa Tumskiego, spływy kajakowe na Cybinie, targ książki, warsztaty sukiennicze i kulinarne. Istniała także możliwość wzięcia udziału w widokowym locie balonem na uwięzi. Prelekcje i wykłady obejmowały m.in.: tematykę rzek w Poznaniu, historii sukna, architektury Bramy Poznania, dziedzictwa kulinarnego. Imprezę zakończyły warsztaty etnomuzykologiczne i koncert Adama Struga.

### X Weekend z Historią na Trakcie Królewsko – Cesarskim: Piastówny.
Odbywał się 25 – 27 września 2015 roku. Impreza odbywała się ponownie wokół Bramy Poznania. Tytuł odnosił się do kobiet związanych z dynastią Piastów, których biografie stanowiły główną oś tematyczną imprezy. W szerszym kontekście, tematy dotykały ogólnie dziedzictwa związanego z postaciami kobiet. W ramach imprezy odbywały się pokazy barwienia tkanin, konstruowania biżuterii, warsztaty kulinarne, perfumiarskie, zielarskie, wiązania chust. Na Ostrowie Tumskim rozgrywały się m.in.: gra terenowa  pt. Piastowska Dama Poszukiwana oraz "spacer audiowizualny" połączony z videomappingiem na zabytkach. W programie znalazł się także wernisaż wystawy Kobiety Mocy Katarzyny Majak. Jeden z koncertów podczas imprezy odbył się w zamkniętym na co dzień kościele Najświętszej Marii Panny.

### XI Weekend z Historią na Trakcie Królewsko – Cesarskim: Przechadzki miejskiego włóczęgi.
Odbywał się 24 – 25 września 2016 roku. Tytuł odnosił się do archetypu flâneura. Główny punkt imprezy zlokalizowany został na poznańskim Starym Rynku. Program w dużej mierze opierał się na "miejskich przechadzkach" z przewodnikiem, głównie w obszarze Starego Miasta, ponadto odbyły się warsztaty fotografii i sitodruku i nordic walkingu. Uczestnicy mogli wziąć udział w bezobsługowej grze terenowej pt. Poznański flâneur i posłuchać opowieści o szczegółach wystawionych na Starym Rynku reprodukcji historycznych dzieł malarskich przedstawiających Poznań. Ponadto, w Bramie Poznania odbył się wernisaż wystawy pt. Kto może przejść po czerwonym dywanie, poświęconej koncepcji "odświeżonego" Traktu Królewsko – Cesarskiego.

### XII Weekend z Historią na Trakcie Królewsko – Cesarskim: Akcja: Reformacja
Odbywał się 23 – 24 września 2017 roku. Nawiązywał tematycznie to jubileuszu 500 lecia reformacji: tematyka dotyczyła dziejów poznańskich protestantów. Centrum wydarzeń stanowił dziedziniec poznańskiej Szkoły Baletowej. Podczas imprezy można było zwiedzić z przewodnikiem kościoły związane z dziejami poznańskich społeczności protestanckich oraz ruchem kontrreformacyjnym, zapoznać z wystawą pt. Poznańscy ewangelicy, wziąć udział w  miejskich grach terenowych, wysłuchać koncertów organowych czy obejrzeć pokazy tańców historycznych w wykonaniu uczniów poznańskiej Szkoły Baletowej. W metodystycznym kościele św Krzyża odbyła się prelekcja na temat dziedzictwa poznańskich protestantów, a w jednej ze staromiejskich kawiarni – prelekcja na temat reformacji.